# Xanten
Xanten (Nederlands: Santen) is een stad en gemeente aan de zuidoever van de Niederrhein in het noordwesten van de Duitse deelstaat Noordrijn-Westfalen en behoort tot Kreis Wesel in het regeringsdistrict Düsseldorf. De gemeente Xanten telt 21.521 inwoners (31 december 2020) op een oppervlakte van 72,40 km².

## Ligging

### Gemeentegebied
De gemeente bestaat sinds 1969 uit de volgende plaatsen: Beek, Birten, Lüttingen, Marienbaum, Mörmter, Obermörmter, Ursel, Vynen, Wardt, Willich en Xanten.

### Aangrenzende gemeenten
| Aangrenzende gemeenten | Aangrenzende gemeenten | Aangrenzende gemeenten | Aangrenzende gemeenten | Aangrenzende gemeenten |
| ---------------------- | ---------------------- | ---------------------- | ---------------------- | ---------------------- |
| Kalkar                 |                        | Rees                   |                        |                        |
|                        |                        |                        |                        |                        |
| Uedem                  | Wesel                  |                        |                        |                        |
|                        |                        |                        |                        |                        |
| Sonsbeck               |                        | Alpen                  |                        |                        |

## Geschiedenis
De stad kan worden beschouwd als de opvolger van de Romeinse stad Colonia Ulpia Traiana, die onder andere bewoond werd door Romeinse veteranen van het nabijgelegen Castra Vetera. Deze legerplaats van een Romeins legioen speelde een belangrijke rol in de geschiedenis van Germania Inferior.

### Belgische militairen
Van 1971 tot 1989 was er een Belgische luchtafweerbatterij van de Belgische Luchtmacht gestationeerd: de 9de Wing Missiles, 54ste Smaldeel. De administratie bevond zich in de kazerne aan de rand van de stad, thans "Waldblick". De vuurleiding was opgesteld op de Sonsbecker Schweiz "Op den Hövel". De misseles stonden richting Xanten op de zijweg Urselmannsweg. De Belgische families woonden in o.a. Heinrich Lensingstrasse, Landwehr, Finkenweg, Hochbruch. Van 1918-19 tot +/- 1922-23 waren in Xanten ook Belgische militairen aanwezig.

## Bezienswaardigheden

### Bouwwerken
- De gotische Sint-Viktordom met de kloosterbibliotheek en het dommuseum, dat rijke kunstschatten tentoonstelt.
- Het middeleeuwse stadscentrum met de Klever Tor, de Kriemhildmolen, het Gotische huis en andere historische gebouwen.
- Het Archeologisch Park Xanten, afgekort APX; de gedeeltelijke wederopbouw van de Romeinse Colonia Ulpia Traiana. Met onder meer:
  - de gedeeltelijk herbouwde Hafentempel (zogenoemd vanwege de ligging vlak bij de haven aan de Rijn). Aan wie de tempel gewijd was is niet bekend;
  - Het Römermuseum Xanten.
  - het gedeeltelijk herbouwde amfitheater.
  - een aan de Rijnzijde herbouwde stadsmuur.
  - de Romeinse herberg.
- Het Freizeitzentrum Xanten, afgekort FZX; een recreatiecentrum bestaande uit een zwembad, twee plezierhavens, een waterski-installatie en andere zaken.
- Het amfitheater van Birten.
- De waterburcht Winnenthal bij Birten.
- De bedevaartkerk St. Mariä Himmelfahrt in Marienbaum.

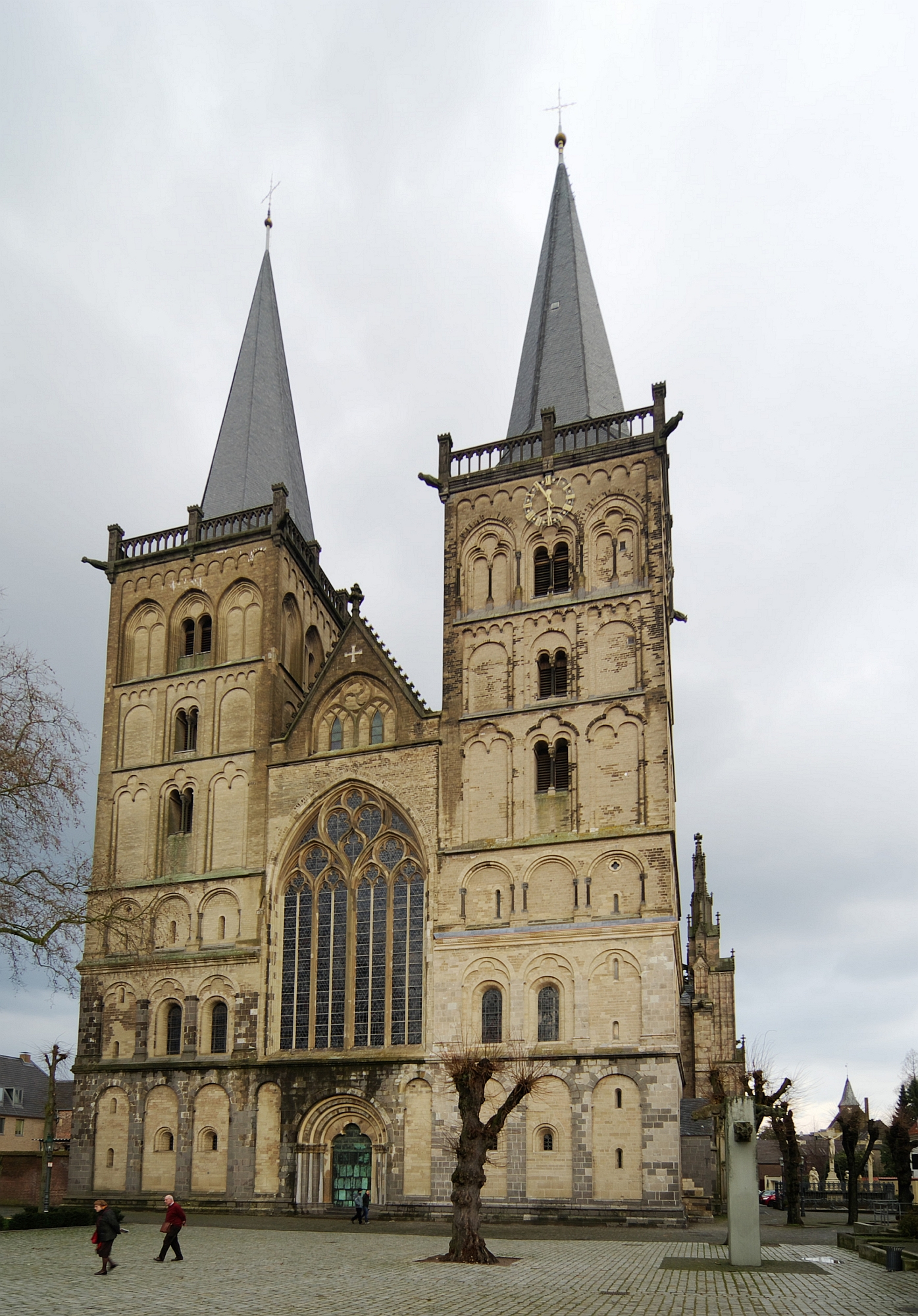
Sint-Viktordom
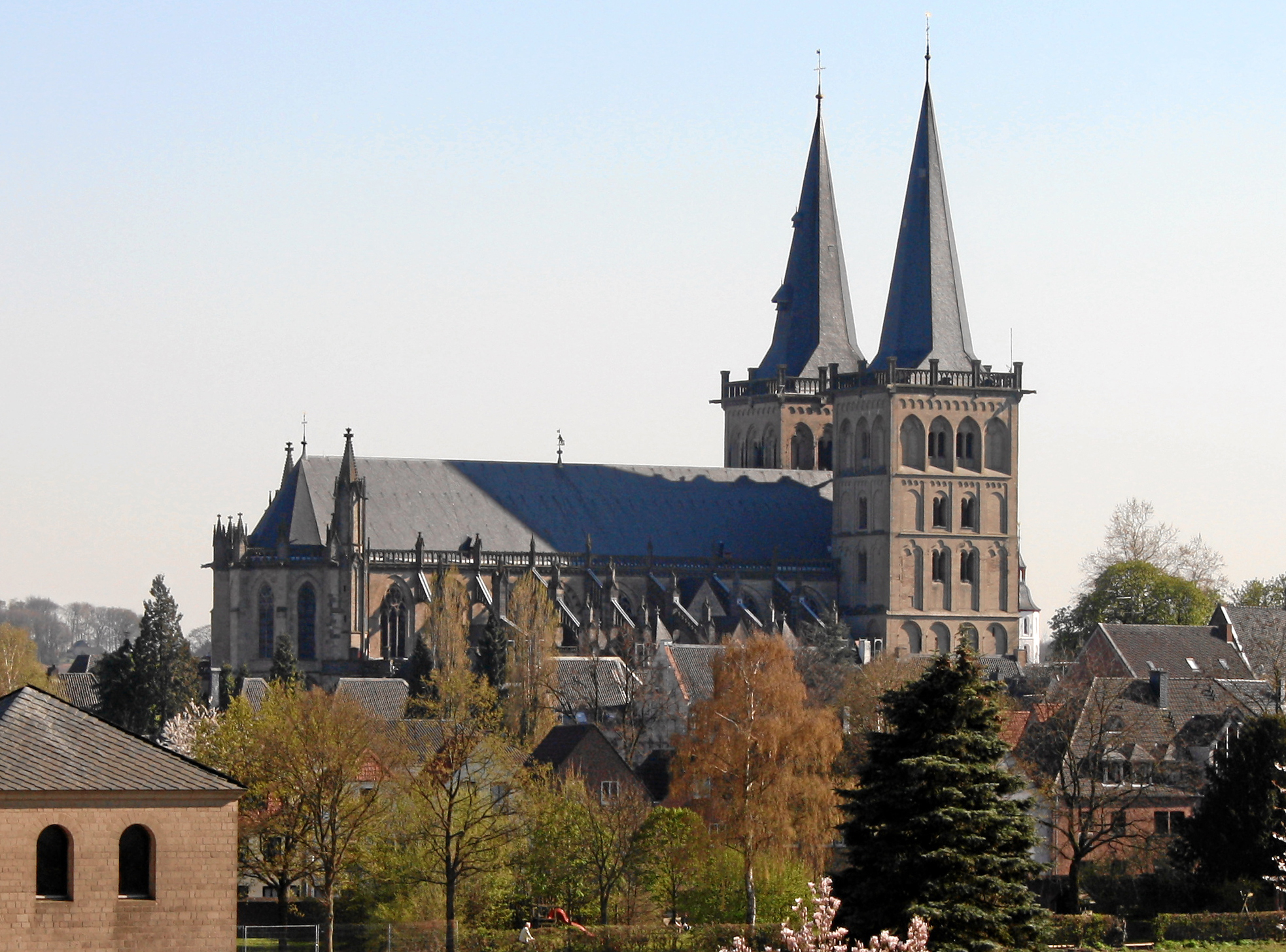
Sint-Viktordom
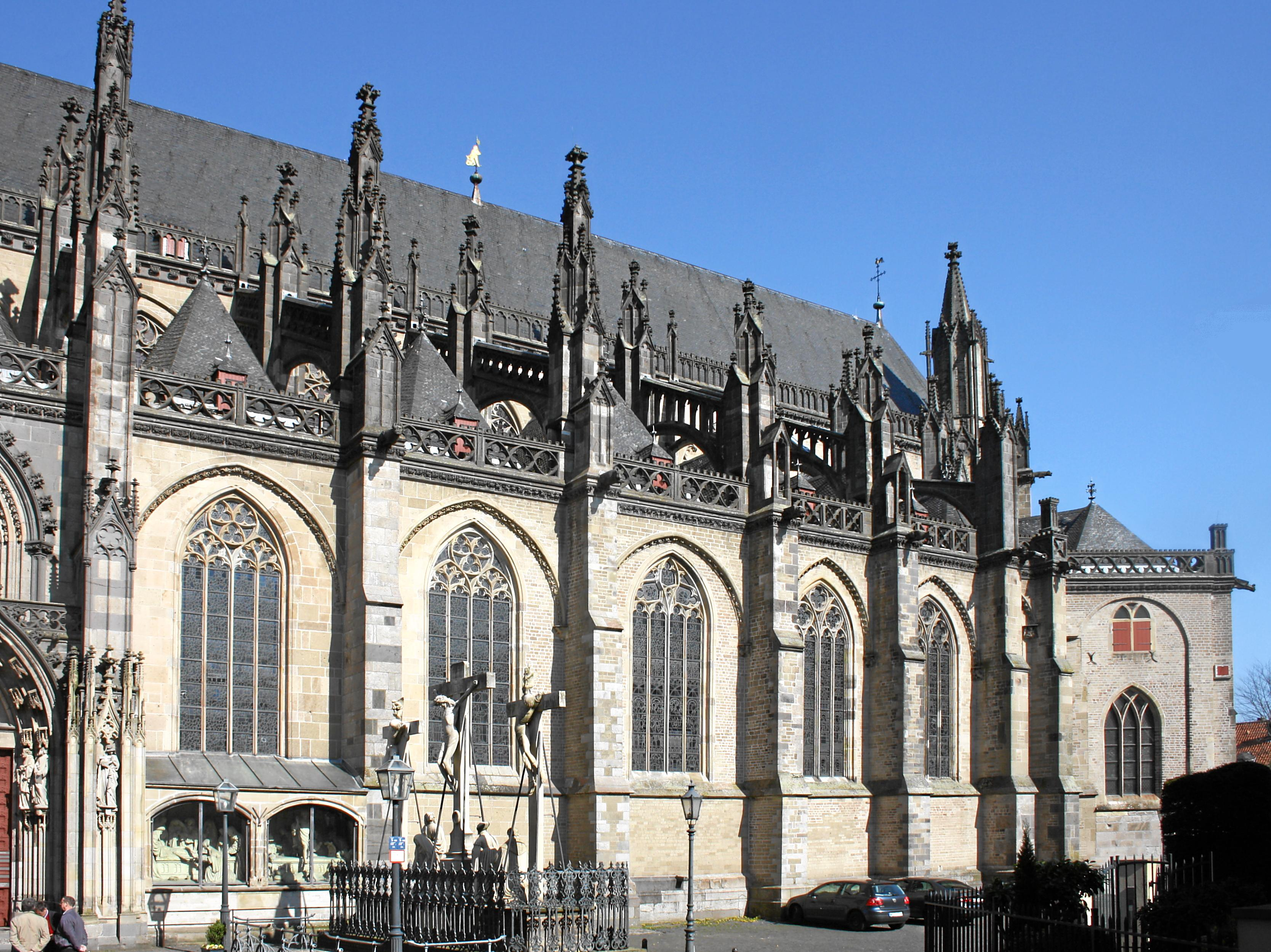
Sint-Viktordom
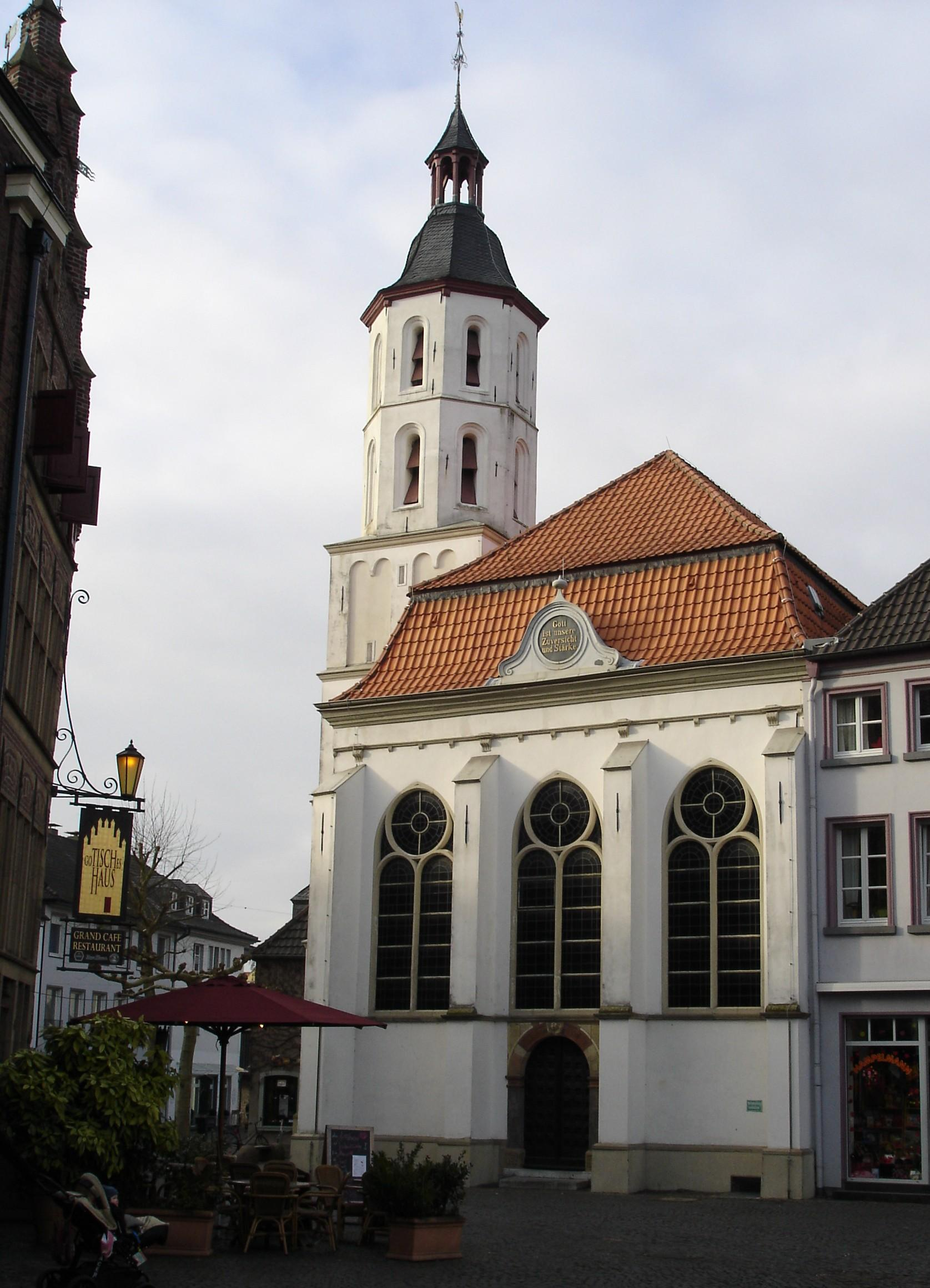
Lutherse kerk, Xanten
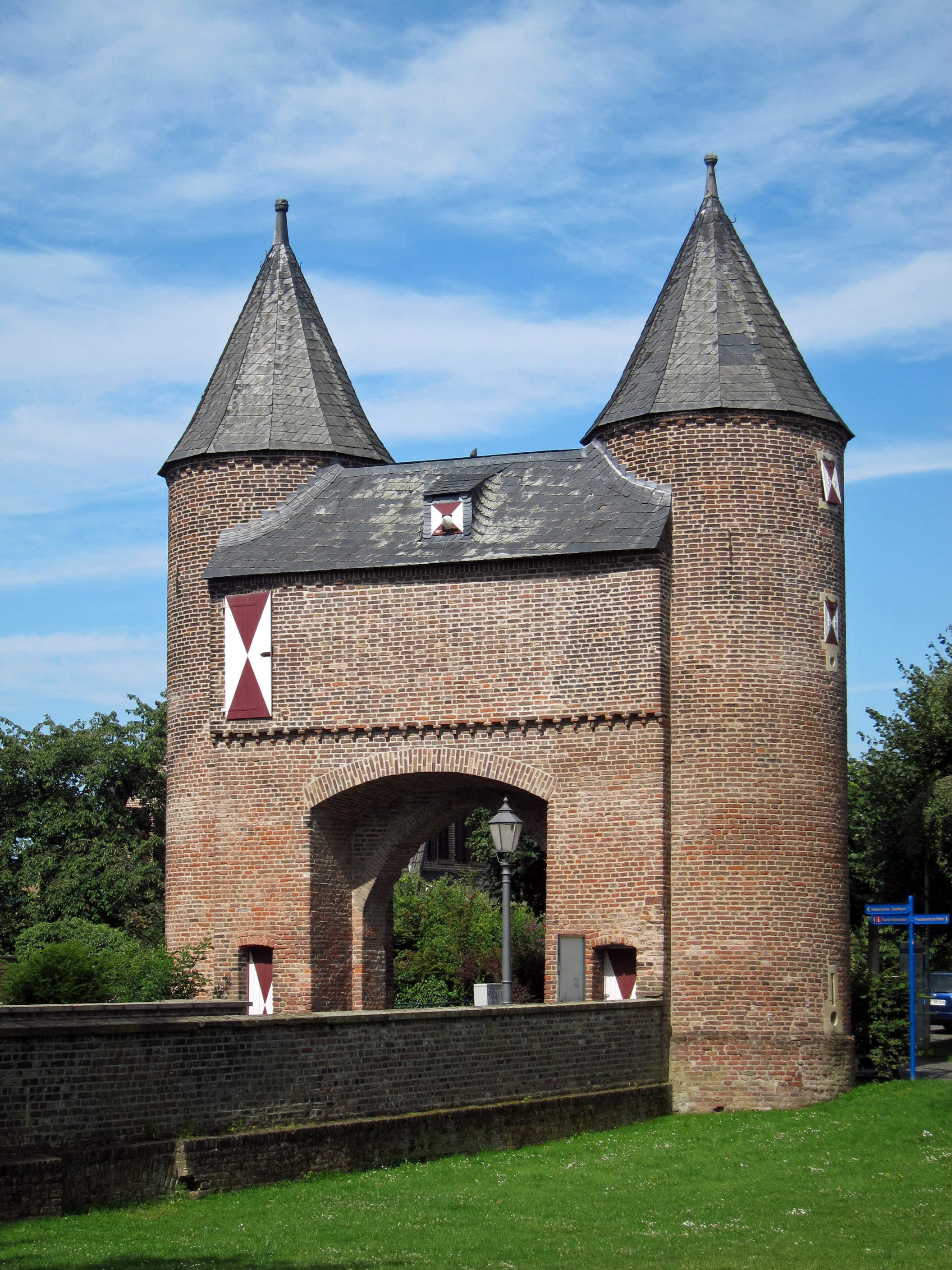
Stadttor, Xanten
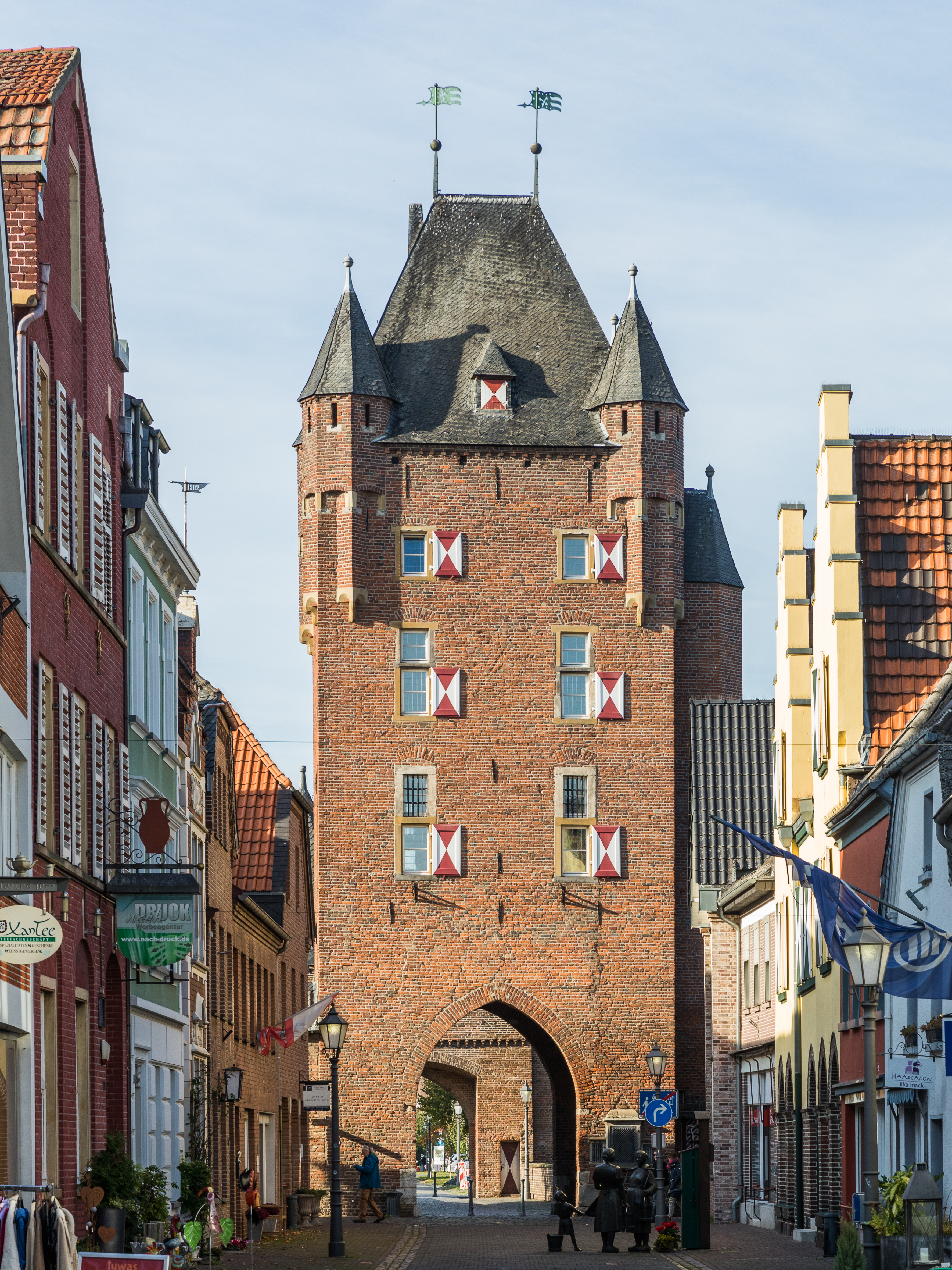
Klever Tor, Xanten
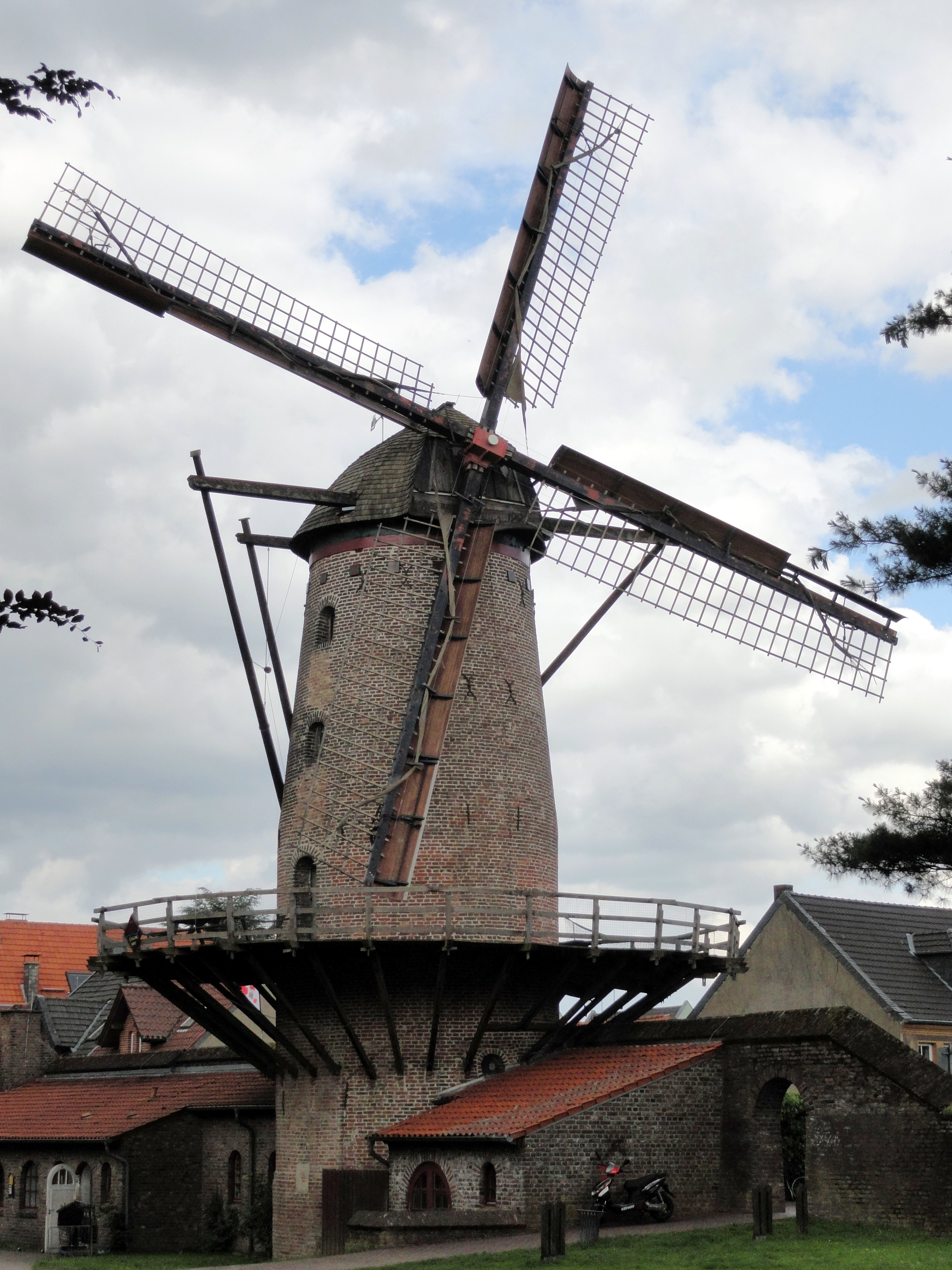
Kriemhildmühle
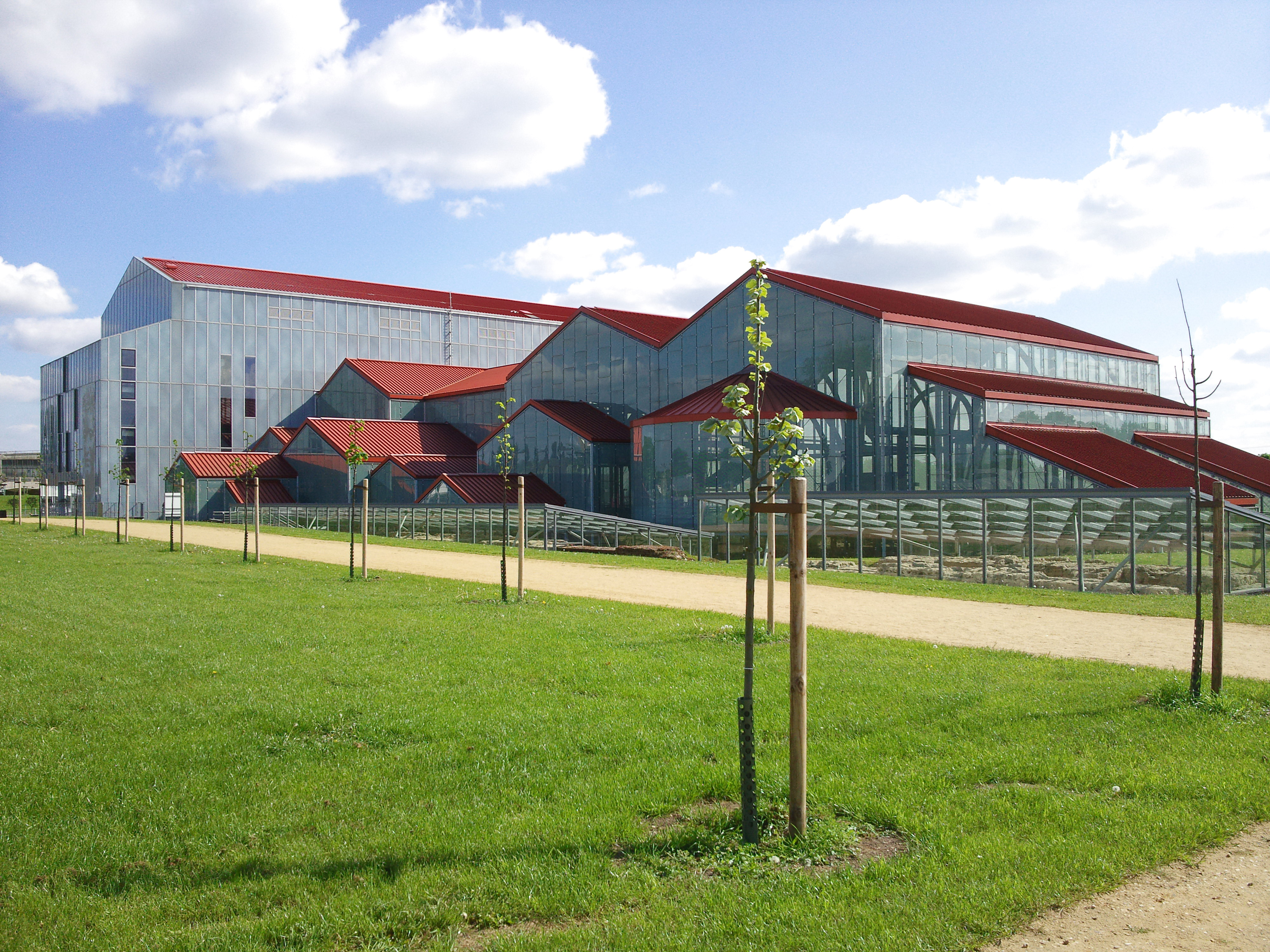
APX Romeinen Museum
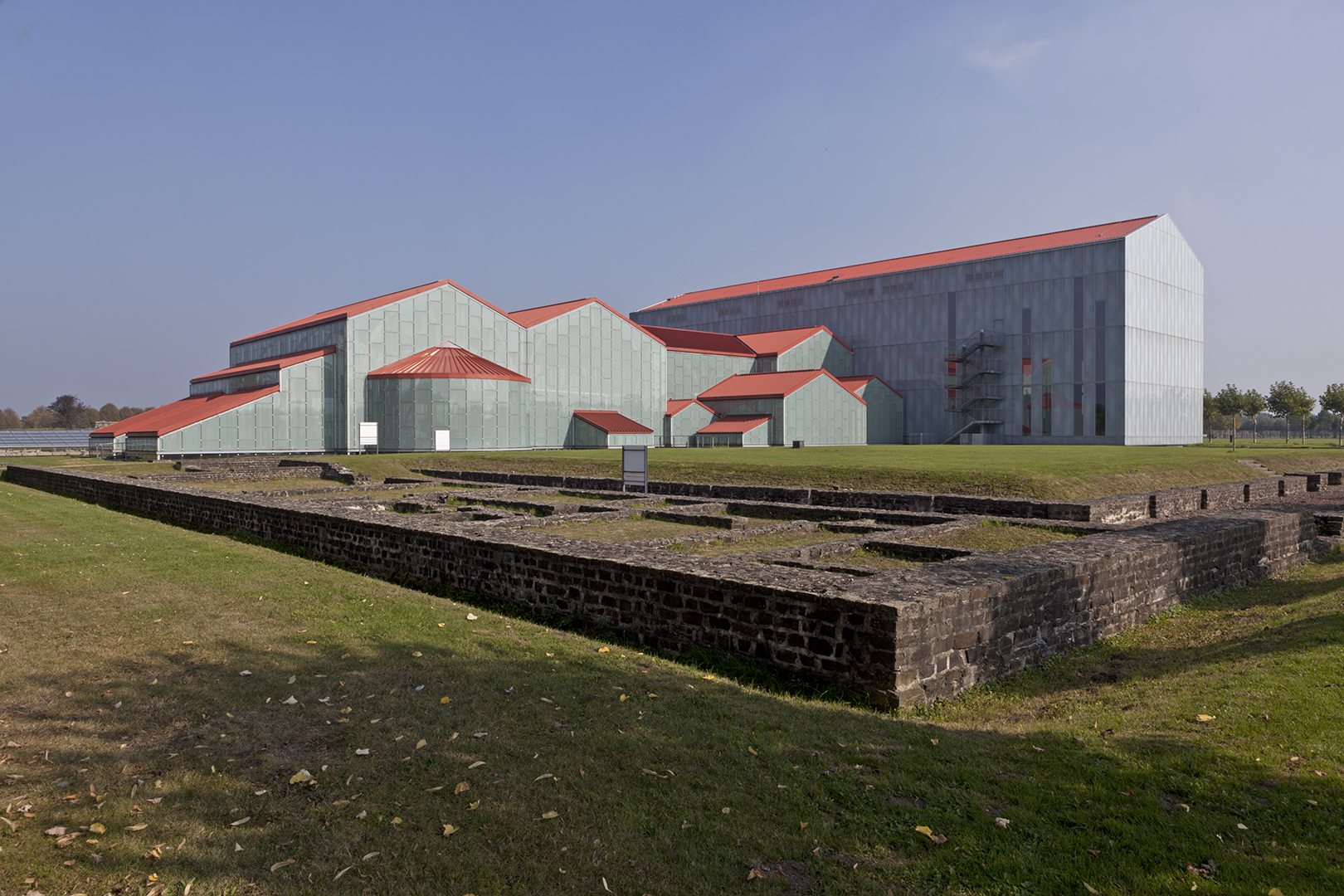
APX Museum
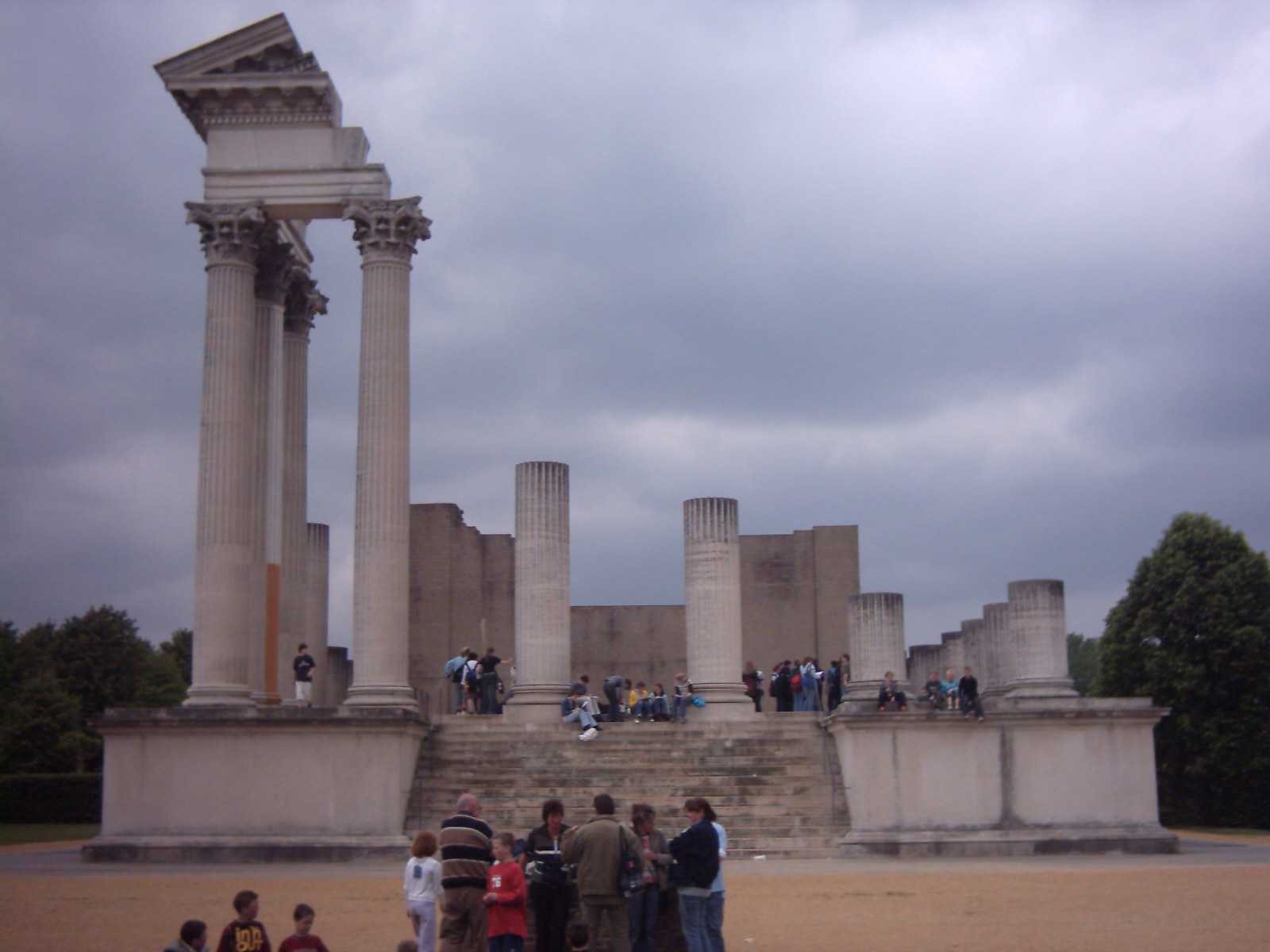
APX, Hafentempel
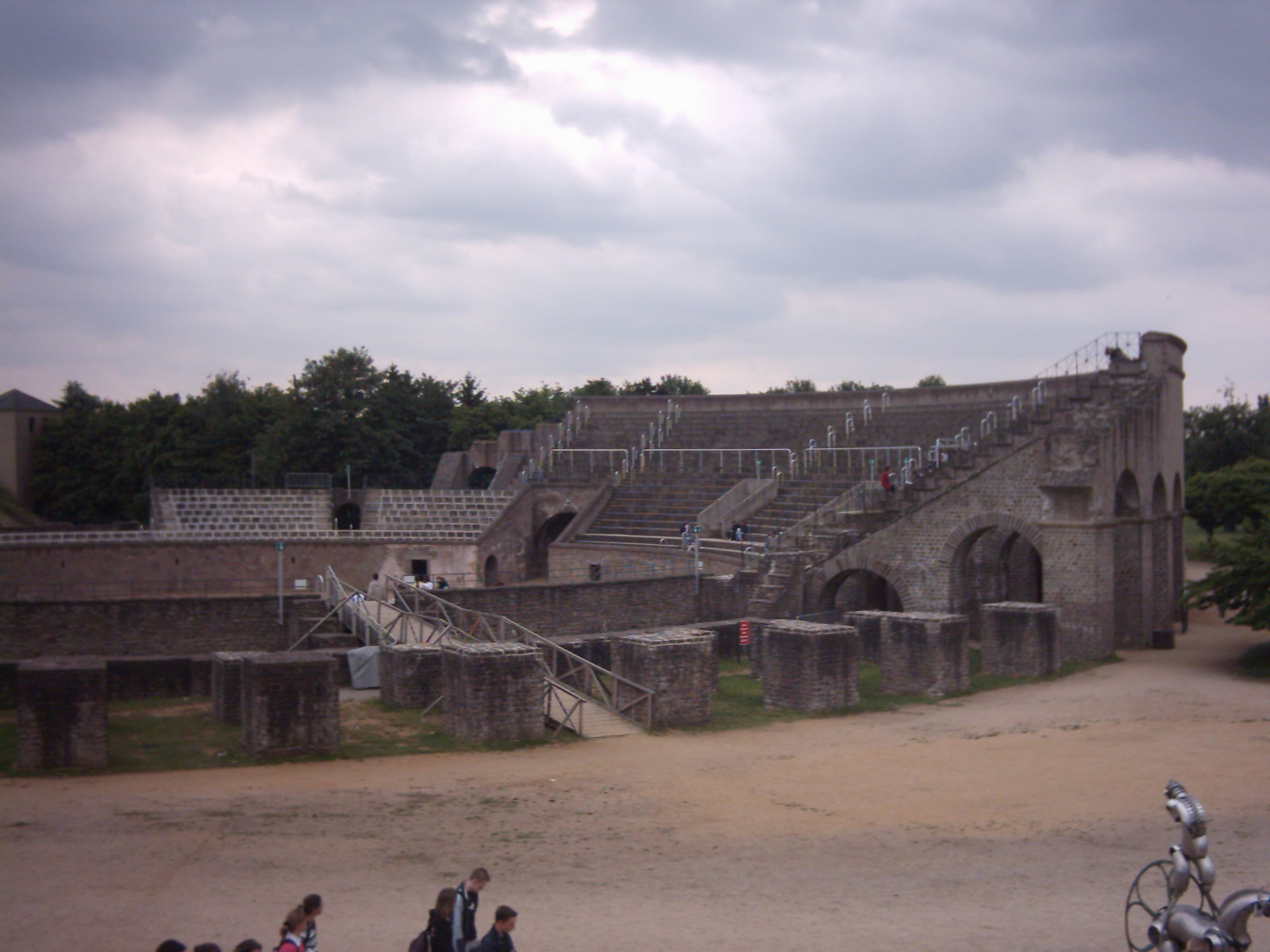
APX, Amfitheater

### Natuur
- Het natuurgebied Bislicher Insel is een rivierlandschap dat tot de belangrijke wintergebieden van Arctische ganzen gerekend wordt en ook een beverpopulatie herbergt.

## Partnersteden
- Geel (België), sinds 19 mei 1990
- Saintes (Frankrijk), sinds 11 mei 2002
- Salisbury (Verenigd Koninkrijk), sinds 23 april 2006

## Geboren
- Mark Volders (1977), Belgisch voetbaldoelman